# Manhunt − Polowanie
Manhunt − Polowanie (tytuł oryg. Rovdyr) – norweski film fabularny (horror) z 2008 roku, drugi − po także norweskim Hotelu zła (2006) − skandynawski slasher, który spotkał się z ogólnoświatową dystrybucją. Film, zrealizowany techniką CinemaScope, odwołuje się do schematów znanych widzom typowego slashera, jakie pierwotnie nakreślił Tobe Hooper w swojej Teksańskiej masakrze piłą mechaniczną (1974); z hooperowskiego arcydzieła zapożycza również podstawową linię fabularną.
Światowa premiera projektu miała miejsce 4 stycznia 2008 r. w rodzimej Norwegii. W ciągu następnych miesięcy Manhunt − Polowanie zaprezentowano między innymi podczas brytyjskich i francuskich festiwali filmowych.
Vision, polski dystrybutor filmu, reklamował go jako „najbardziej przerażający europejski film roku”.

## Fabuła
17 lipca 1974 roku. Czwórka młodocianych przyjaciół − Camilla, jej chłopak Roger, Mia oraz jej brat Jørgen − wybiera się w wakacyjną podróż na drugi kraniec Norwegii. Celem wycieczki ma być odludnie umiejscowiona, majestatyczna puszcza. Po drodze nastolatkowie zatrzymują się na stacji benzynowej. W miejscowym barze Roger wdaje się w kłótnię z prostackimi mieszkańcami okolicznej osady. Prawdziwy gniew tychże ściąga jednak na siebie i swoich znajomych, gdy decyduje się pomóc przesiadującej w barze młodej kobiecie, której zepsuł się samochód.
Wkrótce po opuszczeniu lokalu, cała piątka zostaje zaatakowana przez trójkę uzbrojonych agresorów. Mia i dziewczyna z baru giną, reszta zostaje obezwładniona i pobita. Roger, Jørgen i Camilla budzą się następnie w sercu dzikiego lasu. Od tego momentu rozpoczyna się nieustanna walka o przetrwanie. Przyjaciele, chcąc ujść z życiem i pokonać napastników, muszą zdobyć się na heroiczny wysiłek.

## Obsada
| - Henriette Bruusgaard − Camilla - Jørn-Bjørn Fuller-Gee − Jørgen - Lasse Valdal − Roger - Ninni Bull T. Robsahm − Mia - Janne Beate Bønes − Renate - Trym Hagen − chłopak przykuty do drzewa - Jorunn Kjellsby − kobieta | - Helge Sveen − Myśliwy - Jeppe Laursen − Myśliwy - Erlend Vetleseter − Myśliwy - Kristofer Hivju − mężczyzna w kawiarni #1 - Gudmund Groven − mężczyzna w kawiarni #2 - Kristina Leganger Aaserud − dziewczyna - Martin Slaatto − pijany mężczyzna |

## Opinie
(...) „Polowaniu” nawet przez chwilę nie udaje się wyrwać od gatunkowej przewidywalności, która z czasem zabije ten nieźle sfilmowany i przyzwoicie zagrany survival horror. (...) Twór Syversena to kino czysto naśladowcze − zgrabnie podchwytujące amerykańskie wzorce, ale wyzbyte twórczej siły rażenia. Krocząc po nieprzyjemnie obcym lesie wraz z bohaterką, ma się wrażenie nudnego deja vu. (...) Pomimo swoich wad i niedostatków, „Manhunt − Polowanie” całkiem nieźle sprawdza się od strony technicznej. Reżyser idzie tu nawet dalej niż twórcy innego norweskiego horroru, „Hotelu zła”, sprawnie imitując wizualne aspekty kina amerykańskiego. Efektowne filtry, zdjęcia z ręki i realistyczne sceny mordów przywodzą na myśl perfekcyjne horrory zza Oceanu, co z całą pewnością spotka się z uznaniem niejednego konesera gatunku. Gorzej, jeśli chodzi o przesadną wtórność fabuły − tu nie pomoże nawet posiłkowanie się formułkami o obowiązkowej schematyczności wyeksploatowanej konwencji.

(...) „Manhunt” nie jest ani odkrywcze, ani rzucające na kolana. Jest za to zrobione według najlepszych wzorców, ma swój specyficzny klimat, fajnie zrealizowany wątek polowania (...) i świetne, niejednoznaczne zakończenie (...).

## Światowa dystrybucja
Alternatywne tytuły filmu w innych regionach:
- Niemcy: Manhunt − Backwoods Massacre
- Japonia: Naked: Booby Trap
- Finlandia: Rovdyr
- Francja/Świat: Manhunt